# Kashinawa jezik
Kashinawa jezik (ISO 639-3: cbs; cashinahuá, caxinawá, kaxinauá, kaxinawá, kaxynawa), indijanski jezik iz Perua i Brazila kojim govori oko 2 000 od ukupno 5 000 Kashinawa Indijanaca, uglavnom u Peruu uz rijeke Curanja i Purus (1 600; 2003) i 400 u Brazilskoj državi Acre (2003).
Podklasificiran je jugoistočnoj podskupini panoanskih jezika. Najsrodniji mu je možda sharanahua [mcd]. U Peruu uz sve ostale, također je službeni jezik. Na području Brazila Kashinawe uz vlastiti jezik donekle koriste i portugalski.

## Vanjske poveznice
- Ethnologue (14th)
- Ethnologue (15th)